# Jean-Baptiste Pompallier
Jean-Baptiste-François Pompallier (ur. 11 grudnia 1801 w Lyonie – zm. 31 grudnia 1871 w Puteaux) – francuski duchowny rzymskokatolicki, marysta, przez wiele lat posługujący w Oceanii. Był jedynym dostojnikiem kościelnym noszącym tytuły wikariusza apostolskiego Oceanii Zachodniej oraz wikariusza apostolskiego Nowej Zelandii, a także pierwszym biskupem Auckland.

## Życiorys
Sakrament święceń przyjął 13 czerwca 1829 jako członek zgromadzenia marianistów. 13 maja 1836 papież Grzegorz XVI postawił go na czele nowo utworzonego wikariatu apostolskiego Oceanii Zachodniej z siedzibą na Tonga. Jednocześnie został biskupem tytularnym ze stolicą Maronea. Sakry udzielił mu 30 czerwca 1836 prefekt Kongregacji Rozkrzewiania Wiary kardynał Giacomo Filippo Fransoni. W latach 1842–1844 wikariat Oceanii Zachodniej był stopniowo likwidowany, a na jego miejsce powstały trzy nowe: Nowej Zelandii, Melanezji i Mikronezji. Bp Pompallier został mianowany zwierzchnikiem pierwszego z nich. W 1848 i ten wikariat został zlikwidowany, a zastąpiły go dwie nowozelandzkie diecezje: diecezja Wellington oraz diecezja Auckland. 3 lipca 1848 Pompallier został wyznaczony na pierwszego biskupa diecezjalnego Auckland. Zajmował to stanowisko przez 21 kolejnych lat, aż do swojej rezygnacji w lutym 1869, spowodowanej coraz gorszym stanem zdrowia. W kwietniu 1869 papież Pius IX mianował go arcybiskupem tytularnym Amasea, co było symboliczną formą docenienia jego zasług. Wrócił do Francji, gdzie zmarł ostatniego dnia 1871 roku, w wieku 69 lat. 
W 2002 staraniem nowozelandzkiej społeczności katolickiej jego doczesne szczątki zostały przeniesione z Francji do Nowej Zelandii, gdzie jest otaczany szczególną pamięcią jako pierwszy biskup katolicki w tym kraju. Obecnie urna z jego prochami wmurowana jest pod ołtarzem kościoła Najświętszej Marii Panny w miejscowości Motuti na Wyspie Północnej.